# Saints & Strangers
Saints & Strangers è una miniserie televisiva in due episodi del 2015,  diretta da Paul A. Edwards.
In Italia, è andata in onda l'11 e il 12 agosto 2016 su Paramount Channel.

## Trama
Dopo un lungo e difficile viaggio sulla nave Mayflower, i Padri Pellegrini fondano nel Nuovo Mondo la colonia di Plymouth. Qui, decimati dalla fame e dalle malattie, cercano di stabilire rapporti pacifici con i nativi americani grazie alla mediazione di Squanto, l'unico nativo che parla la loro lingua.